# Засекин, Борис Петрович
Князь Борис Петрович Засекин (ум. 1589) — воевода, наместник, думный дворянин и окольничий Русского царства во времена правления Ивана IV Васильевича Грозного и Фёдора Ивановича.
Из княжеского рода Засекины. Единственный сын упомянутого в 1548 и 1558-1559 годах воеводой, князя Петра Глебовича Засекина.

## Биография
В 1536 году участвовал в шведском походе. В сентябре 1551 года в полоцком походе и упомянуто, что он послан из Холопьева суда (Холопий приказ). В октябре этого же года записан тридцать шестым в третью статью московских детей боярских. В 1565 году воевода в Ряжске.
С 1565 по 1567 год наместник в Ряжске. С апреля 1569 года воевода на Плове и на Солове и указано ему быть в сходе с другими воеводами третьим воеводою Большого полка. В 1570-1571 годах полковым воеводой в Ряжске.
В 1572 году показан в думных дворянах и во время кровавого похода опричного войска под командованием царя Иоанна Васильевича Грозного на город Новгород с ним был и князь Б. П. Засекин, в качестве представителя от Холопьего суда (приказа).
В 1573 году князь Б. Засекин был наместником в городе Рыльске. В 1577-1579 годах первый воевода на Рязани. В мае 1580 года сперва третий воевода, а по роспуску больших воевод, второй воевода Большого полка в Серпухове, а затем был одним из воевод Большого полка на берегу реки Оки.
В 1581 году состоял в Калуге воеводою передового полка. В этом же году второй воевода Передового полка на берегу Оки. В апреле 1582 года первый воевода в Рязани, а по сходу с украинными и береговыми воеводами, указано ему быть воеводою Большого полка с князем Воротынским и с князем и бояриным Мстиславским. В 1583 году наместник и воевода в Ряжске, указано ему сходиться и быть воеводою Большого полка с князем Ногтевым и бояриным, князем Мстиславским. В 1585 году пожалован окольничим, стоял в этой должности при царе при представлении польского посла. В ноябре 1586 года назначен пятым в государевом походе против шведов. В феврале 1587 года сидел девятым в большой лавке при представлении Государю литовского посла в Столовой палате, и был пятнадцатым при представлении боярам польского посла.
24 июля 1588 года у царя Фёдоре Иоанновиче обедали: боярин Фёдор Никитович Юрьев (впоследствии патриарх Филарет), князь Фёдор Дмитриевич Шестунов и князь Засекин, бывший в этот день именинником.
Известно, что князь Засекин переписывал земли в Важской области, но в какое именно время на установлено.
Князь Борис Петрович Засекин умер в 1589 году. По родословной росписи показан бездетным.